# Boxholms säteri
Boxholm är ett säteri i Boxholms kommun. Det byggdes 1594 av Arvid Gustafsson Stenbock. Säteriet är bildat av två hemman Flemminge och två hemman Stertinge. De byggnader som finns på säteriet är huvudbyggnaden och fyra stycken flyglar. Ett vattendrag rinner genom säteriet mellan Sjögarpesjön och Svartån.
År 1584 fick Arvid Stenbock två stycken hemman (ett kyrkohemman och ett skattehemman) att anlägga ett säteri med. Arvid var anhängare till konung Sigismund och landsförvisades 1596 och säteriet kom från 1599 att tillhöra kronan. När Lindorm Ribbing tar över säteriet år 1609 köper han in två stycken frälsehemman av Carl Oxenstierna.

## Historik
Boxholms säteri, som ursprungligen efter ägarna hetat Flemminge, är beläget i Ekeby socken, Göstrings härad. Den första med säkerhet kända ägaren är på 1500-talet riksrådet och lagmannen, friherre Jöran Holgersson (Gera) (död 1588), som ägde halva Flemminge. Därefter kom denna del av egendomen till Bengta Holgersdotter Gera, som var gift med ståthållaren på Refle slott, friherre Erik Oxenstierna (död 1594). Deras son, riksrådet, friherre Carl Oxenstierna ärvde den därefter. Han gav före sin död 1629 sin andel i Flemminge i till riksrådet Lindorm Ribbing af Zernava (död 1627). En fjärdedel av gården tillhörde kung Johan III. 1576 adlades Bengt Duse till Åkershult samt ärvdes därefter av hans barn Bengt Duse till Källvi och Cecilia, gift med Udde Andersson Grijs till Karleby samt Bengta, gift med fogden Nils Rosenquist af Åkershult (död 1633), vilken år 1628 för 70 mark svenskt gångbart mynt sålde sin andel i Flemma till nyssnämnda riksrådet Lindorm Ribbings änka Märta Bonde. En del av godset donerades år 1594 av kung Sigismund till ståthållaren över Vadstena slott och län, riksrådet, friherre Arvid Gustafsson Stenbock, såsom tillhörande hans friherreskap.
Han började här bygga en sätesgård, hvilken han efter sitt namn kallade Bocksholm eller Boxholm såsom det redan på 1600-talet skrevs. Han tyckes dock inte ha hunnit mer än att på detta sätt ordna säteriet, enär han redan samma år eller 1594 blev, såsom tillhörande kung Sigismunds parti, landsförvisad av hertig Karl, då hans gods indrogs till kronan, varefter det av kung Karl IX år 1603 donerades till före detta ryttmästaren i polsk tjänst, sedermera fältmarskalken och riksrådet Herman Wrangel (död 1643). Hur länge han innehade godset är okänt, men den 28 februari 1627 skänktes Boxholm med Stertinge ladugård av kung Gustaf II Adolf af synnerligh gunst och nådhe så och för långligh och trogen tjänst Oss elskeligh, wår och Sweriges Rikes tro man, Råds Lagman och Landshöfdinge i Östergötland, Edle och Wälbördig Lindorm Ribbing till Nääs och Måssebo, Oss och Sveriges Crono, trooligen gjordt och bewist hafver, dett samma han ock häreffter förplichtad wara skall att göra och bewisa, Oss, wår elskeliga kära Gemåhl, Lifsarfvingar och Sveriges Crono, så länge han Iefwer, såsom det i original gåvobrevet heter. Godset skänktes och gavs till honom hans husfrus, barn och arfwingar och så arfwingar effter arfwingar, manköns och qvinnköns. Samtidigt skänktes och stadsfästes de redan en gång förut konfirmerade gårdar, hvilka år 1815 av hertig Johan av Östergötland blivit till honom skänkta. Dessa gårdar var Giötewed, Björsjö, Sandkulla, Ramneboda, Storetorpet i Rinna socken samt Bistorp, Stengårds torp och Bomhult i Röks socken även en mängd torp och fjärdingshemman i Ekeby och Rinna socken samt gårdar i Västra Tollstads socken och Ödeshögs socken med mera.
Efter Lindorm Ribbings makas, Märta Bondes död 1642, innehades Boxholm av sonen, riksrådet, friherre Per Ribbing, vilken tillökade godset dels med Lagnebrunna, Bäck och Kishult, vilka han mot erläggande av omkring 786 riksdaler in specie fick sig år 1639 tillerkända av drottning Kristinas förmyndarregering, dels genom ytterligare donationer, som alla skänktes honom "på mansläns rätt och Norrköpings besluts vilkor", och vilka gåvobrev alla slutligen stadfästes av drottning Kristina år 1652. Några hemman tillköptes även under hans tid, bland annat från friherrinnan Karin Bielke, friherre Gustaf Bonde med flera. Friherre Peder Ribbing dog på Boxholm 1664. Därefter har godset tillhört överstelöjtnanten, friherre Erik Persson Ribbing (död 1675), översten, sedermera landshövdingen, friherre Leonard Ribbing samt efter hans död 1687 hans efterlevande maka Katarina Falkenberg till sin död 1716. Tillika med sin man löste hon egendomen från sin svåger Eriks kreditorer med 5 269 riksdaler 14 1/3 öre, 2 370 daler 19 3/5 öre silvermynt och 42 740 daler 29 öre kopparmynt, samt från kronan för frälsevederlag i orten enligt reduktionskommissonens brev år 1697. Då hon för det mesta bodde på egendomen Gimmerstad i Södermanland, där hon även dog, sköttes Boxholm av hennes söner: friherrarna Per Ribbing, landshövding och lantmarskalk år 1719, vilket år han även avled, Konrad Ribbing, president (död 1736) samt Gabriel Ribbing, generallöjtnant (död 1742), vilka tillsammans, framförallt de båda förstnämnde, utredde de svårigheter, i vilka deras moders hus råkat genom konung Karl XI:s reduktion. Boxholm tillhörde därefter ensamt sistnämnde generallöjtnant, därefter hans änka, grevinnan Ulrika Eleonora Oxenstierna. Vid sitt giftermål med henne år 1714 förordnades nämligen, att hans maka efter hans död såsom hedersgåva och morgongåva skulle erhålla hans bästa sätesgård Boxholm med underlydande hemman. Efter hennes död innehades Boxholm av sonen, kammarherren, friherre Gabriel Adolf Ribbing af Zernava, som dog barnlös 1762.
Godset ärvdes då av systrarna Anna Charlotta och Eva Maria, vilken senare var gift med riksrådet, greve Jöran Gyllenstjerna. Dessa sålde 1770 Boxholm och Måsebo med underlydande samt 3/4 i Gabrielshammars manufakturhammare, kniphammare och stångjärnshammare för 575 000 daler kopparmynt, då i köpet ingick även inventarier och lösören såväl vid bruket som säterierna, till hovmarskalken friherre Adolf Rudbeck, gift med friherrinnan Sigrid Eva Stromberg, vilka åter 1778 försålde godset till brukspatron Olof Burenstam. Kort därefter sålde han det till sin broder brukspatron Carl Daniel Burén.
Brukspatron Burén erhöll med anledning av den högt uppdrivna järn och stålförädlingen vid hans tre bruk Boxholm, Grytgöl och Folkströmmen genom kungliga resolutioner år 1781 och 1782 frälsemannarätt för sig och efterkommande att äga och besitta Boxholms säteri med underlydande till brukets och deras förenande styrka. Vid hans död 1838 tillföll godset genom arv och köp hans son, brukspatron Peter Carl af Buréns efterlämnade änka, Hedvig Elisabeth Waller (död 1852) och hennes barn, av hvilka brukspatron Didrik Pontus af Burén och vice häradshövdingen, sedermera kammarrättsrådet Karl Otto Wilhelm Burén år 1849 gemensamt inlöste detsamma. År 1855 blev den förre ensam ägare av säteriet med underlydande hemman.

### Byggnader
Mangården, som är belägen vid Svartån och består av en huvudbyggnad av trä med tegelbeläggning i två våningar, samt fyra flyglar i gammaldags byggnadsstil, två i norr och två i söder. Omgivningarna, består närmast huvudgården av smakfulla trädgårdar. Egendomen finns avtecknad i major Ulrik Thersner arbete Forna och närvarande Sverige. Boxholms egendom har i främsta rummet Ribbingska familjen att tacka för sin utveckling och försköning.

### Egendom
Egendomen bestod av Boxholm 4 mantal frälsesäteri med underlydande Stora Bäck 1, Lilla Bäck 1/2, Södra Bäck 1/2, Sjögarp 1/4, Kärrarp 1/4, Sandliden 1/4, Kishult 1/4, Stortorp 1/8, Skäggenäs 1/8, Korshälla 1/8, Långliden 1/8, Ugglehult 1/8 allt frälse samt Norräng 1/4 och Lokarp 1/8 rå och rör, samt 40 till säteriet och utgårdarna hörande torp.
Ägovidden är 4 537 tunnland och 6 kappland, därav 610 tunnland och 29 kappland åker, 867 tunnland och 12 kappland äng,
3 026 tunnland och 6 kappland skog och hagmark, samt 32 tunnland och 23 kappland vägar och tomter med mera.

## Boksamling
Brukspatron Karl Daniel Burén, var en i många avseenden framstående man. Jämte den storartade verksamhet, han såsom godsägare och
bruksägare hade, sysselsatte han sig även med synnerlig iver med studier och vetenskaper. Resultatet av denna hans senare verksamhet blev samlandet av ett bibliotek med manuskriptsamling här vid Boxholm, som utan tvivel var ett bland de största, om icke det största, som varit i någon enskild svensk mans ägo. Det uppgick till öfver 20 000 baud. Meddetsamma var bland annat förenad den lärde och lagfarne revisionssekreteraren David Nehrman Ehrenstråhles boksamling. Stiftaren av detta bibliotek förordnade, att det inte skulle få skingras eller flyttas från Boxholm. Brukspatron Didrik Pontus af Burén har likväl, för att med säkerhet till eftervärlden bevara denna dyrbara och med sådan uppoffring samlade boksamling, efter samråd med sina närmaste anförvanter, skänkt den till Linköpings stiftsbibliotek, där den nu förvaras.

## Ägare av säteriet
- 1594–1599: Arvid Gustafsson Stenbock
- 1599–1603: Kronan
- 1603–1609: Herman Wrangel
- 1609–1627: Lindorm Ribbing af Zernava
- 1627–1642: Märta Bonde
- 1642–1669: Per Ribbing
- 1669–1675: Erik Ribbing
- 1675–1687: Leonard Ribbing
- 1687–1716: Katarina Falkenberg
- ????–1742: Gabriel Ribbing af Zernava
- 1742–1756: Ulrika Eleonora Oxenstjerna.
- 1756–1762: Gabriel Adolf Ribbing af Zernava
- 1770–1779: Adolf Rudbeck
- 1779–1816: Carl Daniel Burén
- 1816–1828: Peter Carl af Burén
- 1838–????: Hedvig Elisabet Waller
- 1849–1864: Pontus af Burén (1802–1878)
- 1880–1905: Pontus af Burén (1835–1905)
- ????–????: Boxholm bruk
- 1935–1962: Carl August Nilsson
- 1962–1978: Regner Leuhusen
- 1978–????: Christian Örup